# Prosactogaster graminis
Prosactogaster graminis är en stekelart som beskrevs av Jean-Jacques Kieffer 1916. Prosactogaster graminis ingår i släktet Prosactogaster och familjen gallmyggesteklar. Inga underarter finns listade i Catalogue of Life.